# HD 1461 d
HD 1461 d는 G형 주계열성 HD 1461을 돌고 있는 외계 행성으로, 고래자리 방향으로 지구로부터 약 76 광년 떨어져 있다. 이 행성의 매개 변수들(질량, 평균 거리, 공전 주기 등)의 오차 범위는 매우 크다. 최소 질량은 토성과 비슷하나 심할 경우 목성의 4배까지 올라갈 수 있다. 공전 거리는 짧으면 5 천문 단위, 길면 23 천문단위까지 늘어난다. 후자의 경우 천왕성과 해왕성 궤도 중간에 해당될 정도로 먼 거리이다. 공전 주기는 짧을 경우 14년, 길 경우 264년까지 늘어난다. 다만 매우 불확실한 질량 예상치에도 불구하고 이 천체는 가스 행성일 것으로 보인다. 이 천체는 2009년 12월 14일 켁 천문대와 앵글로-오스트레일리안 천문대의 합작 연구를 통해 발견되었다.